# Oelan-Oede
Oelan-Oede (Russisch: Улан-Удэ; Boerjatisch: Улаан-Удэ, Oelaan-Oede) is een stad in Rusland, gelegen op 150 kilometer ten oosten van het Baikalmeer in Oost-Siberië. De stad ligt aan de rivier de Oeda, nabij de monding in de Selenga. Het is de hoofdstad van de autonome republiek Boerjatië en de op twee na grootste stad in Oost-Siberië. Oelan-Oede is een verkeersknooppunt aan de Trans-Siberische en Trans-Mongolische spoorlijn. Het huisvest een vliegtuig- en helikopterfabriek. Tot 1934 heette de stad Verchneoedinsk.
In 2025 werd het inwonersaantal geschat op 435.067.

## Geschiedenis
Oelan-Oede werd in 1666 gesticht door Siberische Kozakken als Oedinskoje. Door haar gunstige ligging groeide de vestiging snel en werd het een belangrijk handelscentrum op de route van Rusland naar China en Mongolië. Later stond het dorp bekend als Oedinsk en toen het in 1783 stadsrechten kreeg werd de naam in Verchneoedinsk gewijzigd. Na een verwoestende brand in 1878 werd de stad volledig herbouwd. Door de komst van de Trans-Siberische spoorlijn in 1900 groeide de stad explosief. Van 3500 inwoners in 1880 boomde de stad naar 126.000 in 1939. Van april tot oktober 1920 was de stad de hoofdstad van de onafhankelijke Verre-Oostelijke Republiek. 

## Bezienswaardigheden
Langs de oevers van de Oeda staan rijk met houtsnijwerk gedecoreerde koopmanswoningen, die voorbeelden van het Russische classicisme vormen. Ook zijn in de stad een boeddhistisch klooster en de Russisch-orthodoxe Odigitrievski-kathedraal te vinden. Op het centrale plein van de stad staat een enorm hoofd van Lenin, het grootste in zijn soort.
Op de eerste zondag van juli wordt ieder jaar het suur-kharbaan festival gevierd, de Boerjatische variant van het Naadam festival in Mongolië.

## Onderwijs en cultuur
Oelan-Oede is het culturele en wetenschappelijke centrum van de regio. Belangrijke onderwijsinstellingen zijn de Landbouwacademie, de Boerjatische Staatsuniversiteit, de Technische Universiteit en de Academie voor kunst en cultuur. De stad beschikt over een opera, diverse theaters en enkele musea, waaronder het Museum van de geschiedenis van Boerjatië en het Transbaikal-volkenkundig museum.

## Partnersteden
- Anyang (Zuid-Korea)
- Changchun (Volksrepubliek China)
- Erdenet (Mongolië)
- Hohhot (Volksrepubliek China)
- Mannheim (Duitsland)
- Rumoi (Japan)
- Taipei (Taiwan)
- Ulaanbaatar (Mongolië)
- Yamagata (Japan)

## Geboren
- Serhij Serebrennikov (1976), Oekraïens-Russische voetballer
- Vladimir Granat (1987), voetballer

## Galerij

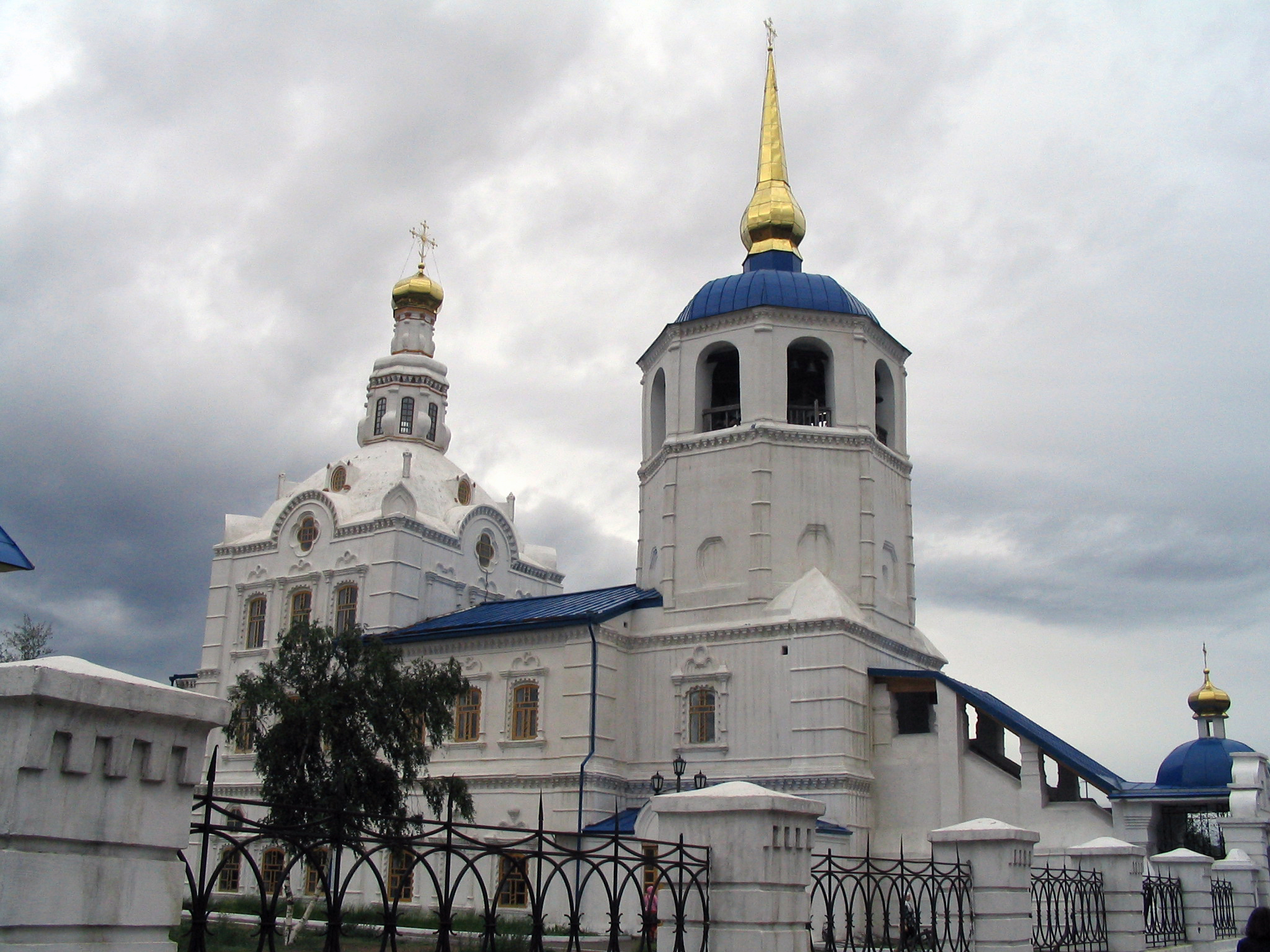
Odigitrievski-kathedraal